# Détroit des Malouines
Le détroit des Malouines (en anglais : Falkland Sound) est un détroit des îles Malouines, s'étirant du sud-ouest au nord-est, séparant les deux îles principales de l'archipel : la Malouine orientale (en anglais : East Falkland) et la Grande Malouine ou Malouine occidentale (en anglais : West Falkland).

## Étymologie
Le détroit doit son nom anglais au marin John Strong, qui en 1690 donne au détroit puis aux deux îles principales le nom du vicomte Falkland. En 1764, Louis-Antoine de Bougainville atteint l'archipel et lui donne son appellation française, « Malouines », en référence au marins et pêcheurs de Saint-Malo, premiers colons à s'installer sur ces îles.
Le nom espagnol du détroit, Estrecho de San Carlos, fait référence au navire San Carlos qui visite l'île en 1768. Cela prête parfois à confusion avec le nom anglais de San Carlos Water, une petite anse de la Malouine orientale qui a elle-même donné son nom au hameau San Carlos, à Port San Carlos et à la rivière San Carlos.

## Géographie
Quelques îles sont situées dans le détroit, dont : les îles Tyssen, l'île Ruggles, les îles Arch et les îles Swan ainsi que  Grande île et Eddystone Rock.
Quelques habitats sont localisés aux abords du détroit : Ajax Bay, Port San Carlos et San Carlos pour la Malouine orientale, Port Howard et Fox Bay sur la Grande Malouine. Les côtes du détroit sont composées d'anses et de baies.
Le détroit est marqué au nord par le cap Dolphin.